# Aegotheles novaezealandiae
Aegotheles novaezealandiae (лат.) — вид вымерших птиц из семейства совиных козодоев, ископаемые остатки которого были найдены в пещерах Новой Зеландии (при этом современные представители семейства на этих островах не встречаются). Относится к голоцену. Характеризуется крупными размерами и сильно редуцированным летательным аппаратом.
Вид был описан новозеландским палеозоологом Роном Скарлеттом в 1968 году. Предположительно находится в близком родстве с новокаледонским совиным козодоем (Aegotheles savesi). Последний стал связующим звеном между ископаемым видом и современными совиными козодоями, что позволило отнести всех к одному роду.

## Обнаружение
Описание вида было сделано Роном Скарлеттом в 1968 году на основании обширного материала, который был собран в Кентерберийском музее в Крайстчерче, некоторые отдельные кости были обнаружены ещё в XIX веке. Самые первые остатки новозеландского совиного козодоя были найдены в пещере Эрнсклю (Earnscleugh), в Отаго на Южном острове в 1874 году. В общей сложности фоссилии включали три частичных скелета и множество отдельных костей. Благодаря исследованиям, предпринятым Скарлетом в 1967 году на основе информации из музея Южной Австралии в Аделаиде, Национального музея Виктории в Мельбурне и других научных центров Австралии, учёный смог выделить новозеландские находки в отдельный вид. Скарлетт испытывал трудности в выборе голотипа для определения вида, но в конце концов остановился на остатках, обнаруженных в известковых пещерах Харвуд-Хоул в январе 1960 года. Выбранный голотип не содержит полного скелета, череп был описан на основании других останков.

## Описание
Aegotheles novaezealandiae является крупнейшим представителем семейства совиных козодоев, на основе соотношения между размерами конечностей и массой тела его масса была рассчитана как 150—200 г. Эти показатели соизмеримы с чрезвычайно редким новокаледонским совиным козодоем (Aegotheles savesi) и заметно превышают массу австралийского совиного козодоя (Aegotheles cristatus). Для ископаемого вида характерна длинная тонкая цевка и сильно редуцированные крылья. К другим особенностям скелета относится широкая и сильная пряжка, а также более уплощённый череп с перфорированной межглазной перегородкой, что характерно также для большого совиного козодоя (Aegotheles insignis) и молуккского совиного козодоя (Aegotheles crinifrons), выпяченные в стороны заглазничные части, что характерно для всех совиных козодоев, кроме австралийского, более глубокая трёхглавая ямка плечевой кости, как у новокаледонского совиного козодоя. Некоторые другие описанные характеристики могут являться индивидуальными особенностями отдельных экземпляров.
В XX веке совиных козодоев относили к козодоеобразным и дальнейшее сравнение остатков Скарлетт делал с представителями этого отряда. В описании, данном учёным, указывается что задняя область черепа широкая и округлая, что характерно для Aegotheles, но отличает остатки от почти квадратной области у южноазиатских козодоев (Eurostopodus). При этом размеры этой области у обнаруженных остатков намного меньше, чем у южноазиатских козодоев, белоногов (Podargus) и других козодоеобразных. Сохранившиеся в Оклендском музее фрагменты клюва имеют схожее строение с клювом современных совиных козодоев, но вероятно немного крупнее у взрослых птиц. Аналогично, схожую форму и более крупные размеры демонстрируют кости таза и бёдра. Строение тибиотарзуса и цевки также схоже с современными видами, но кости примерно в два раза крупнее. Заметно крупнее кости крыла — плечевая, локтевая, лучевая кости и пряжка. Скарлетт отметил, что остатки схожи с представителями семейства совиных козодоев сильнее, чем с другими козодоеобразными, а крупные размеры лап и крыльев являются типичными для новозеландских птиц.
Птицы с Северного острова в целом крупнее птиц с Южного острова, что соответствует правилу Бергмана — широко распространённой модели распределения, когда крупные животные обычно встречаются в более холодных регионах. Большие задние и малые передние конечности, размеры грудной клетки и киля дают основания предположить, что этот вид почти не летал.

## Фотографии ископаемых образцов

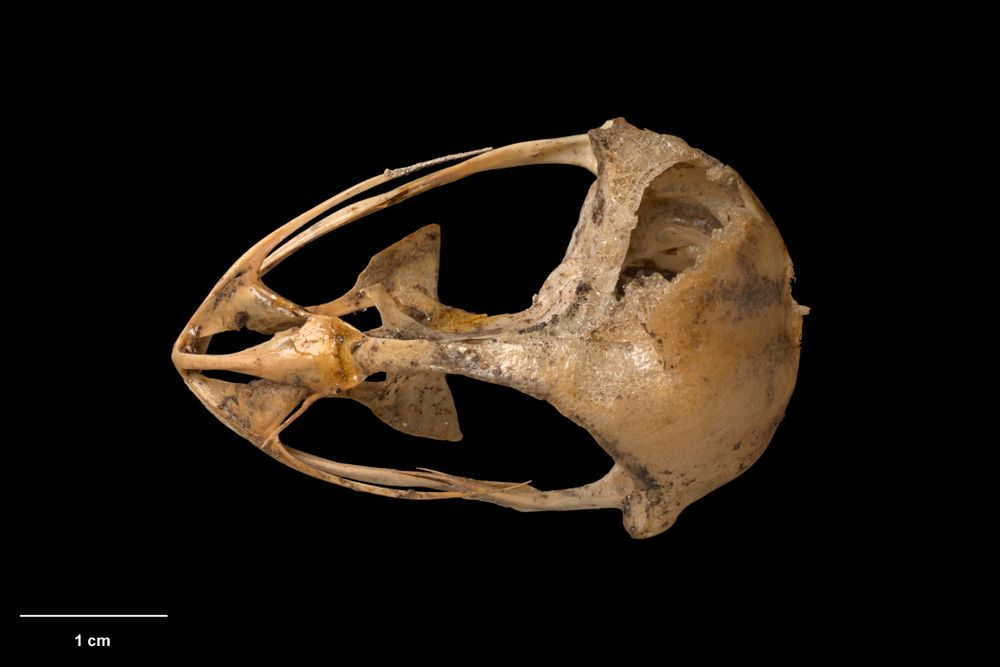
Череп, вид сверху
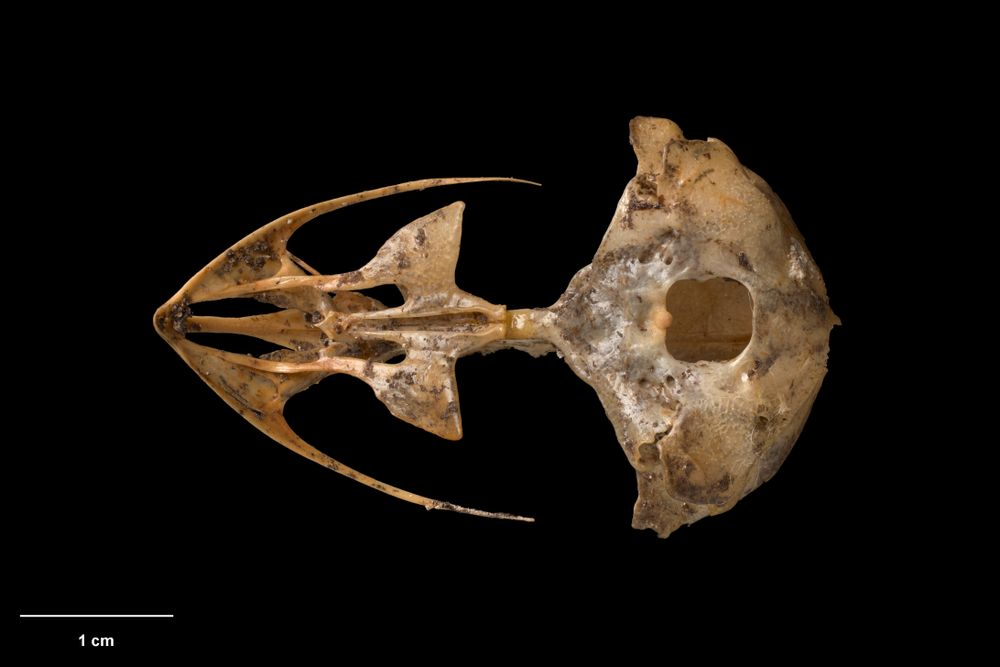
Череп, вид снизу
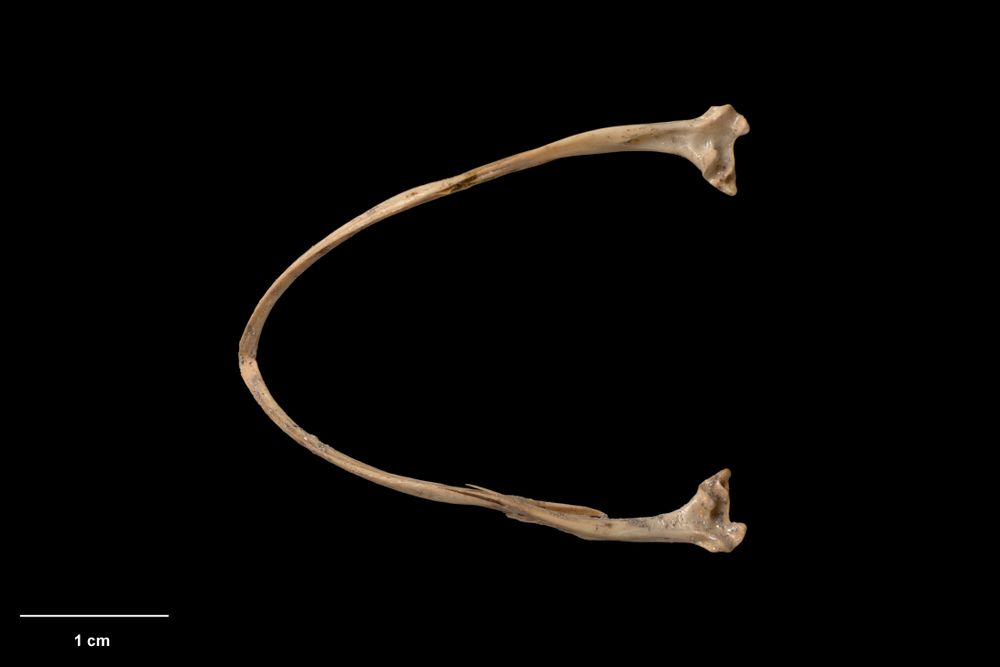
Нижняя челюсть
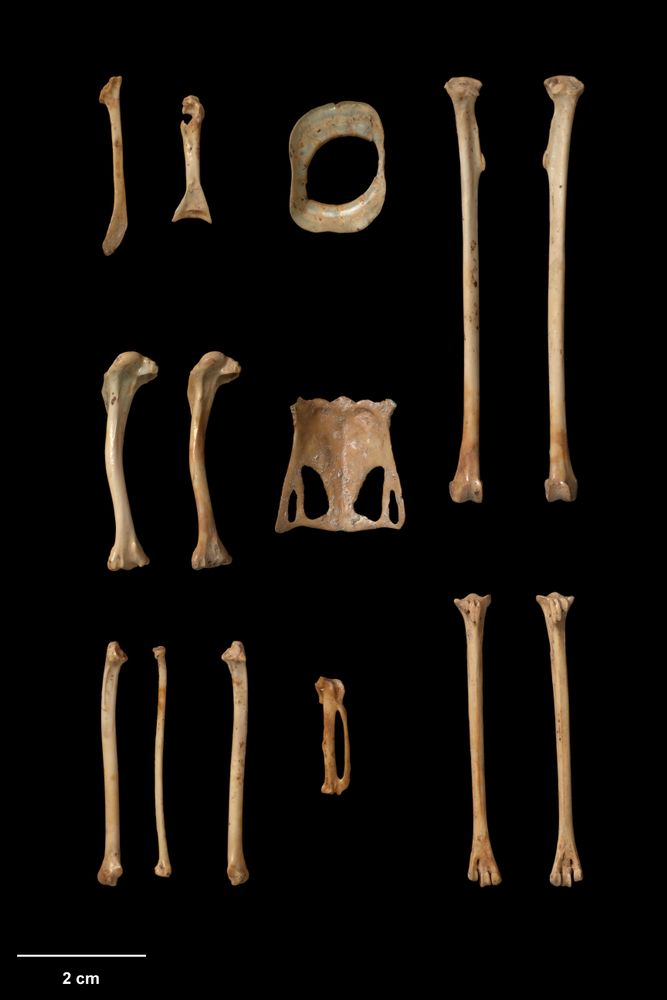
Кости скелета

## Распространение
На основании анализа мест, в которых были найдены остатки новозеландского совиного козодоя, учёные сделали вывод, что птицы были широко распространены на обоих основных островах Новой Зеландии, а также на острове Д’Юрвиль. На Южном острове остатки были обнаружены и на западном побережье, с его влажными лесами, и на восточном, более сухом с мозаичной растительностью, включающей кустарниковые участки. Со времён заселения первых полинезийцев эти территории развивались очень по-разному. В основном остатки Aegotheles novaezealandiae относят к голоцену, но некоторые находки принадлежат к верхнему плейстоцену. Остатки взрослой птицы и птенца были обнаружены под нишей, подходящей для строительства гнезда, на входе в пещеру Каируру (Kairuru).
Поначалу учёные полагали, что остатки не относятся к культурному слою, то есть сформировались до появления первых людей на островах. Дальнейшие исследования показали, что участок Века-Пасс (Weka Pass) в северной части Кентебрери, который, по-видимому, соответствует одному из мест, находки с которого были описаны Скарлетт, содержит и тонкий культурный слой. Аналогично, на месте раскопок в Френчменс-Галли (Frenchmans Gully) в южной части Кентербери, были обнаружены рисунки ранних полинезийцев. Таким образом, учёные предположили, что птицы всё ещё обитали на острове, когда около 1000—800 лет назад туда прибыли маори. Возможно, вымирание этого вида так или иначе связано с человеческой деятельностью.
Вместе с тем, непонятно, относятся ли ископаемые остатки новозеландских совиных козодоев к культурному слою, или всё-таки принадлежат более раннему природному слою, представленному преимущественно смеющимися совами (Sceloglaux albifacies) или их предками. Известно, что последние сохранились до начала XX века и могут дать представление о том, когда вымерли новозеландские совиные козодои, так как последние часто становились добычей сов. Отсутствие костей новозеландского совиного козодоя в культурном слое можно объяснить тем, что эти ведущие ночной образ жизни птицы крайне редко попадали в пищу первым жителям острова.
Радиоуглеродный анализ показал, что большинство находок старше 950 лет и только останки с Арденест (Ardenest), на котором до второй половины XIX века обитали смеющиеся совы, предположительно датируются 1183 годом. Учёные сделали вывод, что на Южном и Северном островах птицы вымерли раньше конца XIII века, когда на острове широко распространились полинезийцы. Таким образом, человеческая деятельность не оказала влияние на вымирание вида, как и какие-либо заболевания или климатические изменения. Они связывают вымирание новозеландских совиных козодоев с появлением хищных малых крыс (Rattus exulans). Нелетающие птицы не могли перебраться на соседние острова, как это сделали стефенский кустарниковый крапивник (Traversia lyalli), улетевший на остров Стивенс в проливе Кука, седлоспинная гуйя (Philesturnus carunculatus), кустарниковый новозеландский крапивник (Xenicus longipes) и Coenocorypha iredalei, переселившиеся на острова близ острова Стьюарт.

## Систематика
Рон Скарлетт отнёс вид к собственному роду Megaegotheles, основными характеристиками которого считались крупные размеры и слабый летательный аппарат. Первоначальное описание, сделанное им в 1968 году, и последующее дополнение, опубликованное в 1977 году, не содержали сравнения вида с совиными козодоями, за исключением австралийского, однако многие обнаруженные характеристики нового таксона не наблюдаются у последнего, зато встречаются у других представителей семейства. В связи с тем, что размеры новокаледонского совиного козодоя находятся между новозеландским видом и остальными совиными козодоями, а остальных характеристик — слабого летательного аппарата и сильных лап — недостаточно для выделения в отдельный род, американский орнитолог Сторрс Лавджой Олсон предложил отнести ископаемый вид к современному роду Aegotheles.
Молекулярные исследования американского биолога Джека Думбахера и других, опубликованные в 2003 году, показали, что Aegotheles novaezealandiae является базальным для современных совиных козодоев. Возможно, данный ископаемый вид находится в близком родстве с Aegotheles savesi, обитающем в Новой Каледонии. Оба островных вида характеризуются крупными размерами и более сильными лапами, указывающими на преимущественно наземный образ жизни, однако остаётся неясным, являются ли данные признаки синапоморфными или возникли в результате конвергентной эволюции.
Предположительно, этот вид достиг Новой Зеландии, когда острова были расположены ближе к основному материку.